# Coram (Montana)
Coram es un lugar designado por el censo (en inglés, census-designated place, CDP) situado en el condado de Flathead, Montana, Estados Unidos. Según el censo de 2020, tiene una población de 572 habitantes.

## Geografía
La localidad está ubicada en las coordenadas 48°25′50″N 114°2′49″O / 48.43056, -114.04694. Según la Oficina del Censo de los Estados Unidos, tiene una superficie total de 9.98 km², de la cual 9.61 km² corresponden a tierra firme y 0.38 km² están cubiertos de agua.

## Demografía
Según el censo de 2020, hay 572 personas residiendo en la localidad. La densidad de población es de 59.52 hab./km². El 92.66% de los habitantes son blancos, el 2.10% son amerindios, el 0.17% es asiático, el 0.52% son de otras razas y el 4.55% son de una mezcla de razas. Del total de la población, el 1.57% son hispanos o latinos de cualquier raza.